# ヘルクレス座アルファ星
ヘルクレス座α星は、ヘルクレス座の恒星で3等星。

## 特徴
小望遠鏡でも分離できる実視連星で、主星（α星A）は2.74等から4.0等の間を変光する半規則型の脈動変光星でSRC型に細分類される。オリオン座のベテルギウスによく似た赤色超巨星あるいは赤色輝巨星であり、ベテルギウスよりは若干暗い（赤い）。また直径もベテルギウスよりは小さいが、それでも太陽系の中心に置いたとすると、地球がα星Aに飲み込まれるのはほぼ確実である。1956年にはドイチェによる分光観測から、赤色巨星として初めて質量放出が確認された。年間に10-7M☉もの質量を放出しているため、超新星爆発を起こすには不十分で、比較的大きな白色矮星になるという推測もある。
伴星（α星B）は5等星で、スペクトル型がG5IIIとF2Vの分光連星なので元来黄色い星である。だが主星の赤い光との対比により、実際は緑ないし青く見えることが多い。
なお、ヘルクレス座α星の東隣にはへびつかい座のα星が輝いている。

## 名称
学名はα Herculis（略称はα Her）。固有名のラス・アルゲティ (Rasalgethi, Ras Algethi) は、アラビア語で「ひざまずく者の頭」を意味する アラビア語: رأس الجاثي ra‘is al-jāthī に由来する。2016年6月30日、国際天文学連合の恒星の命名に関するワーキンググループ (Working Group on Star Names, WGSN) は、Rasalgethi をα1星の固有名として正式に承認した。